# Prostaglandinski analog
Sintetički prostaglandinski analozi su molekuli koji vezuju prostaglandinski receptor.
Šira upotreba prostaglandinskih analoga je ograničena neželjenim nuspojavama i njihovim abortivnim potencijalom.

## Upotreba
- Prostaglandinski analozi poput mizoprostola se koriste u tretmanu čira na dvanaestopalačnom crevu. Oni imaju antisekretorna i citoprotektivna svojstava i posebno su podesni za primenu kod starijih osoba.
- Prostaglandinski analozi se takođe mogu koristiti za tretman glaukoma otvorenog ugla. Oni redukuju intraokularni pritisak putem povećanja uveoskleralnog oticanja, a mogu da utiču i na trabekularnu mrežu. Latanoprost, travoprost, unoproston i bimatoprost su primeri prostaglandinskih analoga koji se koriste za kontolisanje glaukoma otvorenog ugla.[1]

Sintetički prostaglandin E1 je dostupan kao lek alprostadil.

## Spoljašnje veze
- Prostaglandin+Analogues на 